# سید اسماعیل مفیدی
سید اسماعیل مفیدی (زادۀ ۱۳۳۴ در مشهد) سیاستمدار و مدیر اجرائی ایرانی است که در سوابق خود استانداری خراسان و استانداری مازندران را دارد.